# OSCAR 1
OSCAR 1 (ang. Orbiting Satellite Carrying Amateur Radio) – amerykański, pierwszy w historii amatorski sztuczny satelita Ziemi. Do czasu wyczerpania się baterii sygnał z satelity odebrało 570 radioamatorów z 28 krajów na świecie.
W tym czasie tylko niewielka liczba stacji amatorskich dysponowała aparaturą pracującej na tej częstotliwości, stąd też liczbę ponad pół tysiąca amatorów należy uznać za wysoką.

## Historia
OSCAR 1 był pierwszym w historii satelitą zbudowanym przez radioamatorów i miłośników astronautyki. Grupie takich „zapaleńców”, którzy nazwali się Project OSCAR, będących głównie pracownikami firm elektronicznych znad Zatoki San Francisco, bez większych przeszkód udało się namówić Siły Powietrzne Stanów Zjednoczonych, aby zastąpiły balast jednej ze swoich rakiet nośnych, który, prócz obciążania, nie miał żadnego innego praktycznego celu, ich prostym kilkukilogramowym satelitą. Na koszt budowy satelity, około 18 000 USD, złożyli się radioamatorzy z całych Stanów Zjednoczonych. Sam statek powstał w przydomowych warsztatach. Satelita został więc wyniesiony „na przyczepkę” z tajnym wojskowym satelitą wywiadowczym Discoverer 36. Po tej pierwszej próbie, nazywanej często rozrywkową, nastąpiły dalsze.

## Budowa
Satelita miał kształt zbliżony do wycinka łagodnego łuku. Z jego górnej powierzchni wystawała 60 cm antena dipolowa. Kadłub oklejony był paskami o dużym współczynniku odbicia w celu kontroli temperatury. Zasilany był z baterii rtęciowej. Nie posiadał systemu kontroli położenia.

### Ładunek
OSCAR 1 przenosił nadajnik radiowy o mocy 140 mW, pracujący na częstotliwości 144,98 MHz (pasmo V, według oznaczeń programu OSCAR). Nadawał on prostą wiadomość HI (ang.  cześć) w alfabecie Morse’a (cztery kropki - dwie kropki). Częstość nadawania tego sygnału (koło 10 razy na minutę) była kontrolowana wewnętrznym termometrem satelity – tym samym przekazując informacje o temperaturze statku.

## Przebieg misji
Baterie zasilające starczyły na trzy tygodnie działania. Sygnał nadajnika satelity został zarejestrowany na Ziemi przeszło 5000 razy, przez około 570 krótkofalowców  w 28 krajach.
Jako pierwszy sygnał odebrał krótkofalowiec o znaku wywoławczym KCRVSB na Biegunie Południowym. Potem stacja KL7EBM, na wyspie Kodiak, na Alasce. Raporty radioamatorów z całego świata pomogły twórcom określić przesunięcie dopplerowskie sygnału, jego siłę, a nawet orbitę satelity.

## Znaczenie
Ta historyczna dla astronautyki misja dowiodła, że można amatorsko:
- zaprojektować i zbudować w pełni funkcjonalnego sztucznego satelitę
- śledzić satelity
- odbierać i przetwarzać dane naukowe i inżynierskie

Udany lot OSCARA 1 doprowadził do utworzenia w 1969 organizacji Amateur Satellite Corporation (AMSAT), która nadzoruje i koordynuje budowę amatorskich satelitów na całym świecie.

## Galeria

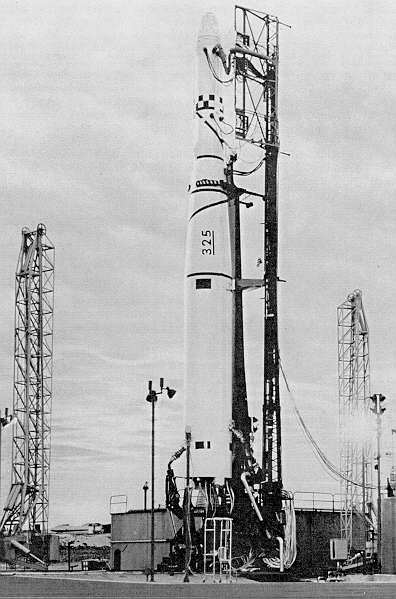
Thor Agena B, z satelitami Discoverer 36 i OSCAR 1, na stanowisku startowym
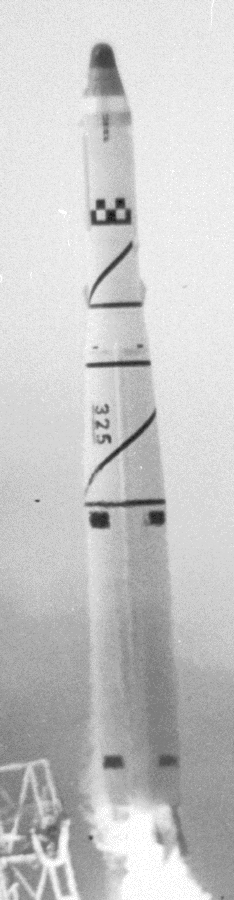
Moment startu rakiety Thor Agena B z satelitami Discoverer 36 i OSCAR 1